# Desmidiaceae
Las Desmidiaceae o desmidias, son una familia de algas verdes unicelulares, específicamente de las Desmidiales.
Estas algas se dividen en dos mitades simétricas unidas por una pequeña zona. Su reproducción es tanto sexual como asexual. En la reproducción asexual se rompe la unión de las mitades y posteriormente estas se separan para formar un alga nueva cada una. 
Se encuentran principalmente en aguas dulces estancadas y,  aunque entre los microorganismos se cuentan como verdaderos gigantes, a simple vista no se pueden apreciar ni siquiera los representantes más grandes. Son algas muy carismáticas,  de color verde brillante con una notable simetría: cada célula de dos hemicélulas que son imágenes especulares una de otra. Debido a que la mayoría de las especies prefieren cuerpos de agua claros y pobres en nutrientes de hábitats vulnerables, las desmidias se utilizan en estudios de gestión de conservación y calidad del agua.

## Géneros
| - Actinotaenium - Arthrodesmus - Bambusina - Cosmarium - Cosmocladium - Cylindrocystis - Desmidium - Docidium - Euastrum - Gonatozygon - Groenbladia | - Haplotaenium - Heimansia - Hyalotheca - Mesotaenium - Micrasterias - Netrium - Onychonema - Phymatodocis - Pleurotaenium - Roya | - Sphaerozosma - Spirotaenia - Spondylosium - Staurastrum - Staurodesmus - Teilingia - Tetmemorus - Tortitaenia - Triploceras - Xanthidium |